# Holdrege
Holdrege ist eine Stadt und der Sitz der Countyverwaltung (County Seat) des Phelps County im US-Bundesstaat Nebraska.

## Lage
Holdrege liegt im Süden Nebraskas, etwa 20 Kilometer südlich der Interstate 80. Es hat Anbindung an die United States Highways 6, 34 und 183.

## Geschichte
Holdrege wurde im Oktober 1883 gegründet, als die Burlington & Missouri River Railroad (B&MRR) (seit 1872 in Besitz der Chicago, Burlington and Quincy Railroad) ihre Gleise westwärts durch Nebraska verlegte. Diese bot Siedlern kostenfreie Grundstücke sieben Kilometer südlich des damaligen County Seats Phelps Center an und die Siedler, die wussten, dass eine Eisenbahnanbindung in dieser frühen Zeit über Erfolg und Misserfolg einer neuen Siedlung bestimmen konnte, verlegten die Stadt und strömten zahlreich ins neu gegründete Holdrege ein. Namensgeber war George W. Holdrege, der damalige Generaldirektor der Chicago, Burlington, and Quincy Railroad Company. Der erste Zug erreichte die Stadt am 10. Dezember 1883 und sie wurde am 14. Februar 1884 eingemeindet. Innerhalb von nur drei Jahren erreichte sie eine Einwohnerzahl von über 2000. Dieses beträchtliche Wachstum brachte ihr den Spitznamen Magic City of the West ein. Zum County Seat wurde Holdrege schließlich am 11. November 1884. Die 1916 errichtete Stadthalle wurde trotz der verhältnismäßig geringen Größe der Stadt zu einem Treffpunkt renommierter Künstler in Süd-Nebraska und Nord-Kansas. Der Wohlstand von Holdrege schwankte mit den unbeständigen Wetterbedingungen. Erst die Errichtung des Central Nebraska Public Power and Irrigation District im Jahr 1941 stellte die Energieversorgung und die Bewässerung der Felder sicher. Die Landwirtschaft ist auch heute noch der führende Wirtschaftszweig in Holdrege.

### Demografie
Laut dem United States Census 2000 hat Holdrege 5636 Einwohner, davon 2706 Männer und 2930 Frauen.

## Söhne und Töchter der Stadt
- Gary Anderson (* 1939), Sportschütze und zweifacher Olympiasieger
- Joseph P. Cleland (1902–1975), Generalmajor der United States Army
- Harry Schmidt (1886–1968), General